# 小木町 (新潟県)

佐渡島における平成の大合併の地図

小木町（おぎまち）は、新潟県佐渡郡にあった町。両津と並ぶ佐渡の玄関口で、相川と並ぶ佐渡観光の拠点であった。2004年（平成16年）には佐渡島全域が合併して佐渡市が発足し、小木町は廃止された。
羽茂町への通勤率は13.1%（平成12年国勢調査）。

## 地理
佐渡の最南端、小木半島がかつての町域である。小佐渡丘陵の一部だが、丘陵はこのあたりでは標高が低い。小木海岸の海岸線は入り組み、岩が多いが、変化に富む景勝地である。佐渡弥彦米山国定公園の一部である。
南東側の佐渡小木海岸の東端に小木港があり、そこが旧町の中心であり、佐渡のいっぽうの玄関口として発展した。小木港には「内の澗」と「外の澗」があり、海に突き出る城山で区切られている。内の澗は弁天崎と城山に囲まれた湾入部で、小木漁港として使われる。外の澗は、城山の東で外に開け、佐渡汽船のフェリーやジェットフォイルと、観光船が発着する小木港である。

### 隣接していた自治体
- 羽茂町（現在は佐渡市の一部）

## 歴史

### 沿革
- 1889年（明治22年）4月1日 - 町村制施行に伴い羽茂郡小木町、木野浦村、木流村、大浦村、井坪村、堂釜村、小比叡村が合併し、小木町が発足。
- 1896年（明治29年）4月1日 - 郡の統合により佐渡郡に所属[2]。
- 1901年（明治34年）11月1日 - 佐渡郡岬村と合併し、小木町を新設
- 2004年（平成16年）3月1日 両津市、相川町、佐和田町、金井町、新穂村、畑野町、真野町、羽茂町、赤泊村と合併して佐渡市が発足。同日小木町廃止。

## 行政
- 町長：中川忠夫（2001年3月 - 2003年3月）
2001年3月25日選出。得票同数で抽選となった。

## 経済

### 産業
農業就業人口は31%に低下したが、21世紀初めの農家人口率はなお47%とする。米作のほか、柿、大豆、野菜の栽培が主である。漁業ではブリ、サザエなどの近海操業が中心である。「たらい舟」は観光の対象ともなり、小木を象徴する風物としてTV番組などにも取り上げられる。
佐渡の南の玄関口としての利便もあり、千石船の出入りした江戸時代の港町（宿根木）の遺産と展示、海岸の景勝を資源とする観光業が盛んである。
- 産業人口
  - 第1次産業就業者数：480人
  - 第2次産業就業者数：721人
  - 第3次産業就業者数：1,086人

## 姉妹都市・提携都市
- 柏崎市（新潟県）　1968年夫婦都市提携
- 珠洲市（石川県）　1975年4月姉妹都市提携
- 上越市（新潟県）　1988年7月16日友好港湾都市提携
- 豊野町（長野県、現長野市）　2001年友好都市提携

## 教育
合併後の2013年度末に小木中学校が隣接する旧羽茂町の羽茂中学校と統合したことに伴い、旧町域から中学校がなくなった。

### 中学校
- 小木町立小木中学校（合併後の2013年度末に閉校[3]）
- 小木町立深浦中学校（中学校は既に合併して、存在しない）

### 小学校
- 小木町立小木小学校
- 小木町立深浦小学校（合併後の2010年度末に閉校[4]）

## 交通

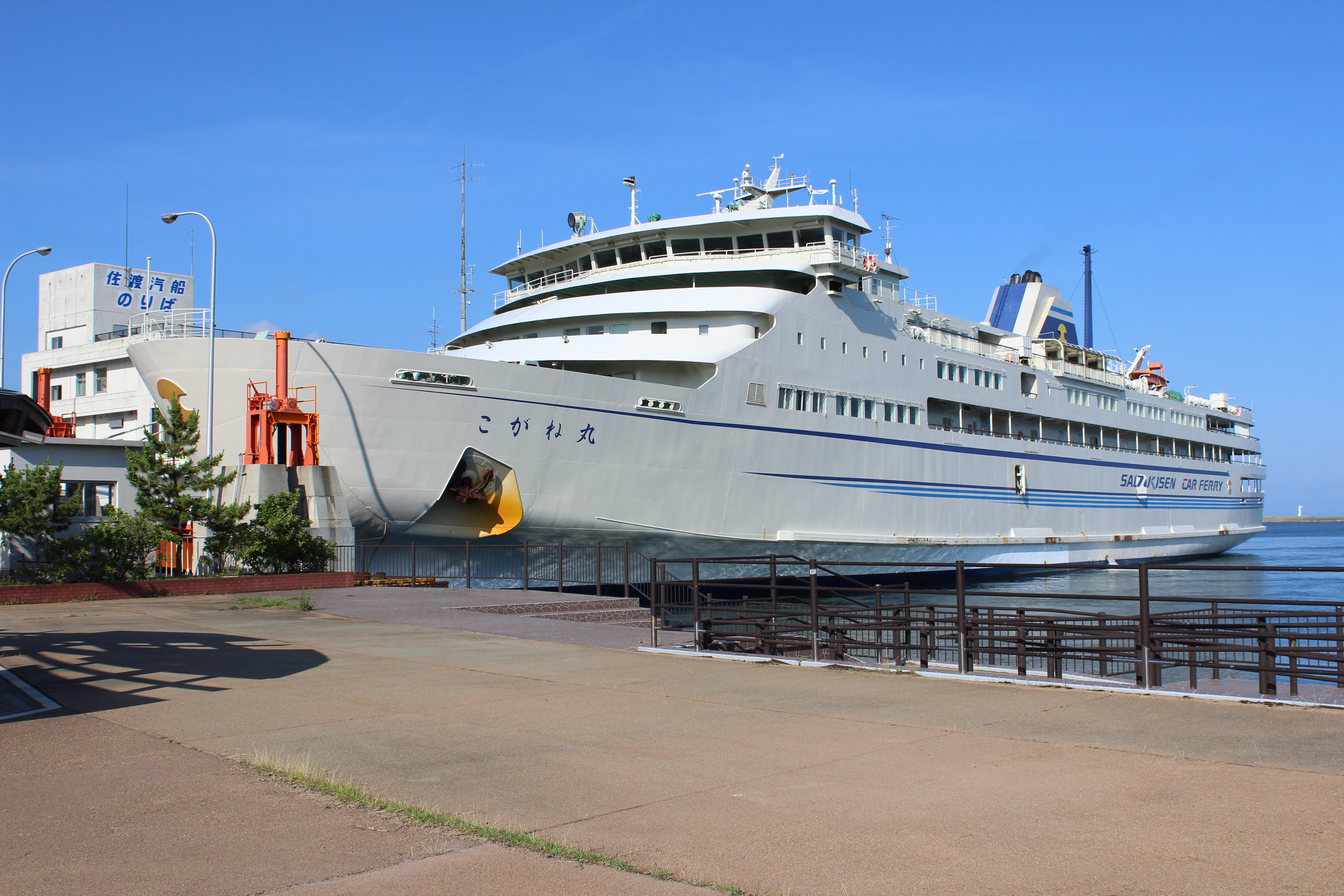
直江津・小木航路を担当していたこがね丸 (3代)

### 道路
国道350号が町の中心から北に向かって走り、羽茂町に接続した。
- 国道
  - 国道350号
- 主要地方道
  - 新潟県道45号佐渡一周線

### 船舶
- 小木港 - 上越市の直江津港との間に、佐渡汽船がフェリーとジェットフォイルを運航した。

## 娯楽
- 琴平座 - 映画館[5]。

## 名所・旧跡・観光スポット・祭事・催事

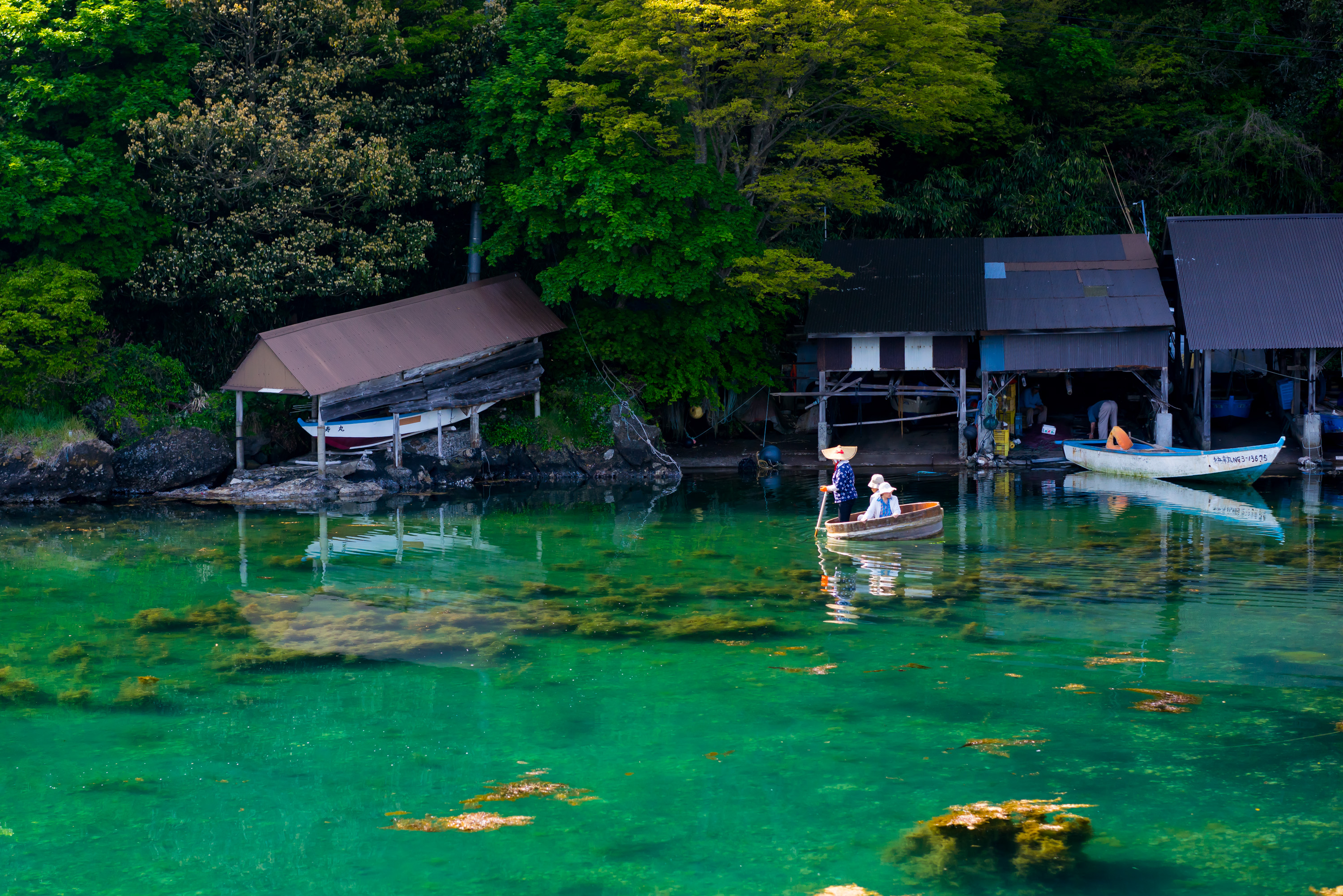
矢島・経島のたらい舟

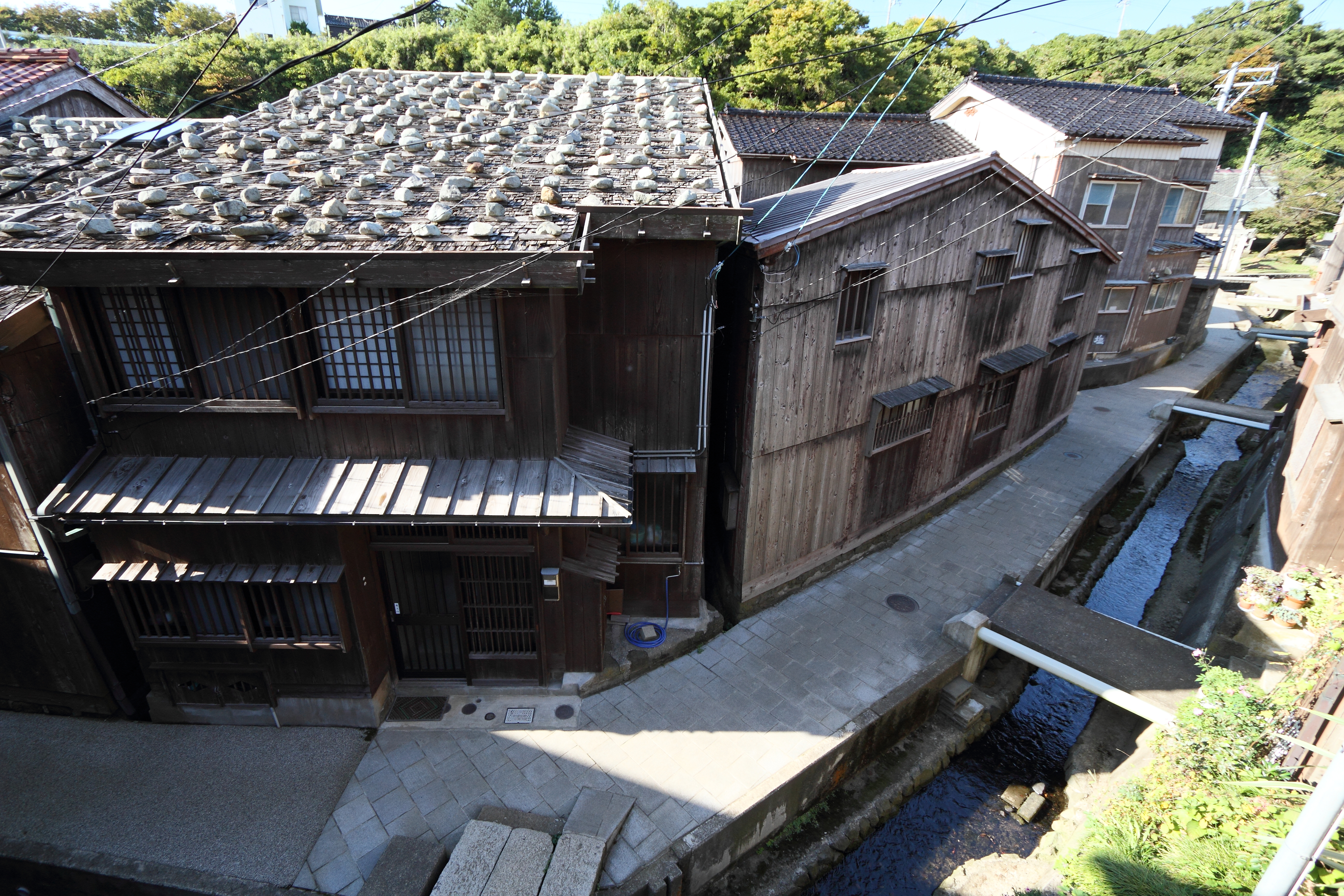
重要伝統的建造物群保存地区「宿根木」

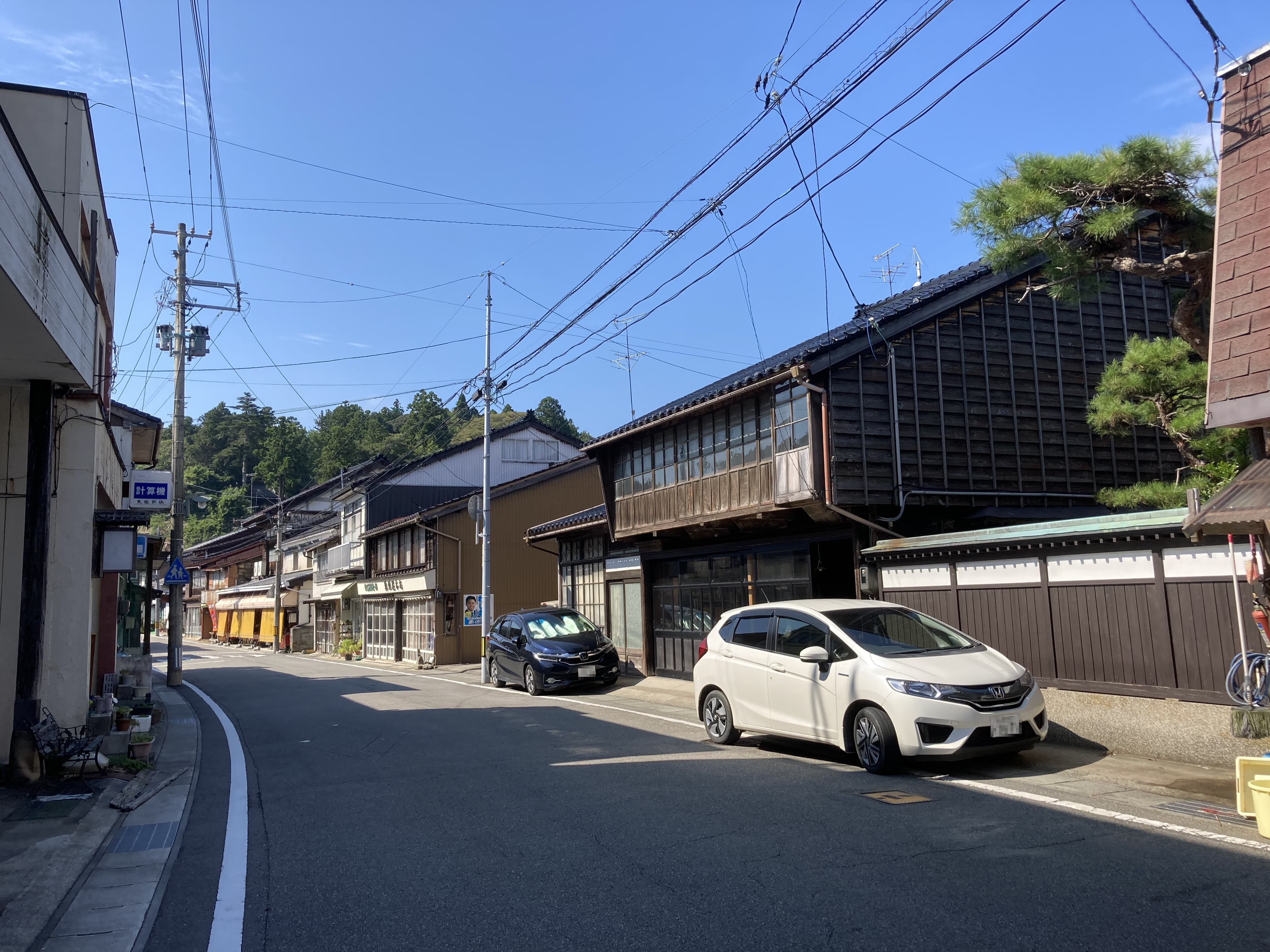
重要伝統的建造物群保存地区「小木」

- 鼓童 - 佐渡市小木を根拠地に活動する世界的な和太鼓集団。文化庁などと提携した特別公演を主催する他、毎年、世界公演ツアーを行っている。
  - アース・セレブレーション (8月)
- 小木海岸
  - 八島（矢島）・経島
  - 沢崎灯台
- 蓮華峰寺　金堂・弘法堂・骨堂　国の重要文化財
- 海潮寺　御所桜（国の天然記念物）
- 宿根木　国の重要伝統的建造物群保存地区
  - 佐渡国小木民俗博物館　千石船展示
  - 清九郎の家
- 海運資料館・幸丸展示館・佐渡考古資料館
- 日本アマチュア秀作美術館
- 小木ダイビングセンター